# Vermögensdelikt (Deutschland)
Vermögensdelikte ist ein Sammelbegriff im deutschen Strafrecht für alle Straftaten, die sich gegen das Vermögen oder gegen Vermögensbestandteile anderer Personen richten. Die Vermögensdelikte bilden eine Hauptgruppe innerhalb der Straftatbestände. Sie stehen den Delikten gegenüber, die höchstpersönliche Güter schützen, etwa das Leben, die körperliche Unversehrtheit und die Willensfreiheit.
Unterschieden wird zwischen Vermögensdelikten im engeren und im weiteren Sinne. Als Vermögensdelikte im engeren Sinn gelten Delikte, die tatbestandlich die Beeinträchtigung des Vermögens voraussetzen. Dies trifft insbesondere auf den Betrug (§ 263 StGB) zu. Zu den Vermögensdelikten im weiteren Sinne zählen bereits alle Delikte, welche Interessen schützen, die einen Vermögenswert umfassen. Hierzu zählen insbesondere die Eigentumsdelikte wie beispielsweise Diebstahl (§ 242 StGB) oder Sachbeschädigung (§ 303 StGB). Bei diesen Delikten werden auch wirtschaftlich wertlose Sachen geschützt, die Wegnahme oder Beschädigung wird in aller Regel allerdings auch einen Vermögensschaden darstellen.

## Strafrechtlicher Vermögensbegriff
Da das Schutzgut der Vermögensdelikte das Vermögen ist, stellt sich regelmäßig die Frage nach dem Umfang des strafrechtlichen Vermögensbegriffes. Er ist umstritten; eine vollkommen befriedigende Definition des strafrechtlichen Vermögens ist noch nicht gefunden worden.
Im Wesentlichen lassen sich vier Denkrichtungen unterscheiden:

### Streng juristischer Vermögensbegriff
Der streng juristische Vermögensbegriff ging davon aus, dass unter Vermögen im strafrechtlichen Sinne die Gesamtheit der durch die Rechtsordnung einer Person zugeschriebenen Rechtspositionen fallen. Dieser Vermögensbegriff wurde in der Rechtsprechung bereits vom Reichsgericht sehr früh aufgegeben. Auch in der juristischen Literatur kann diese Vermögenstheorie als vollständig aufgegeben betrachtet werden.
Das Kernproblem, weshalb diese Theorie aufgegeben wurde, ist die Frage, ob auch der Betrug unter Straftätern strafbar ist oder ob hier rechtsfreie Räume zugelassen werden können (Unrecht im Unrecht). Beispiel: Kann ein Dieb von seinen Mittätern um seinen Beuteanteil betrogen werden?

### In der Rechtsprechung vorherrschender wirtschaftlicher Vermögensbegriff
Die wirtschaftliche Vermögenstheorie vermeidet das Problem der rechtsfreien Räume zwischen Straftätern. Diese Vermögenstheorie geht davon aus, dass zum Vermögen jede Position gehört, die auf irgendeine Weise einen wirtschaftlichen, d. h. in Geld benennbaren Wert besitzt. Auf die rechtliche Zuordnung und rechtliche Wertungen kommt es insoweit nicht an. Geschützt werden hierbei auch solche wirtschaftliche Positionen, die auf rechtswidrige oder sittenwidrige Weise erlangt wurden. Dementsprechend könne sich etwa ein Auftragsmörder wegen Betrugs strafbar machen, der sich für einen Mordanschlag anwerben und bezahlen lässt, ohne diesen ausführen zu wollen.
Dieser Vermögensbegriff ist problematisch, er ist aber der Begriff, der in der Praxis, wenn auch mit Abwandlungen (Melkmaschinen-Fall), angewendet wird.

### Juristisch-ökonomischer Vermögensbegriff
Der juristisch-ökonomische Vermögensbegriff versucht die streng juristische und die wirtschaftliche Vermögenstheorie zu verbinden. Die Theorie ist in der juristischen Literatur weit verbreitet. Nach ihr sollen zunächst alle geldwerten Positionen zum Vermögen gehören, abgerechnet solche Positionen, die nicht von der Rechtsordnung anerkannt sind.
Dieser Vermögensbegriff hat den Vorteil, dass einige Handlungen, die von der Rechtsordnung nicht gewollt werden, nicht strafbar sind. Beispiel: Derjenige, der vorgibt, ein Auftragsmörder zu sein und nicht die Absicht hat, jemanden zu töten, macht sich nicht wegen Betruges (§ 263 StGB) strafbar, wenn er das Opfer nicht tötet, sich aber dafür bezahlen lässt. Nach der wirtschaftlichen Vermögenstheorie wäre eine solche Handlung als Betrug strafbar.
Allerdings läuft die juristisch-ökonomische Vermögenstheorie Gefahr, zu Strafbarkeitslücken zu führen. Beispiel: Ein Dieb täuscht dem Mittäter vor, dass ein Gemälde nicht erbeutet wurde, und verkauft dieses zu eigenem Vorteil.

### Personale Vermögenslehren
Die personalen Vermögenslehren gehen nicht von der objektiven Zuordnung von einzelnen Vermögenspositionen aus, sondern davon, dass die Vermögensdelikte die Verfügungsgewalt über das Vermögen schützen soll. Der Vorteil dieser Auffassungen lässt sich am sogenannten Melkmaschinenfall erläutern: Jemand verkaufte zu einem angemessenen Preis eine Melkmaschine an einen Bauern unter der Behauptung, er könne sie für seinen Betrieb verwenden. Tatsächlich war sie weit überdimensioniert, und der Landwirt konnte sie nicht gebrauchen.
Das Problem ist die Ermittlung des im Tatbestand vorausgesetzten Vermögensschadens. Letztlich wird der bei konsequenter Anwendung stets ein rein subjektiver Schaden sein. Dieser ist nicht in befriedigender Weise durch ein Gericht ermittelbar. Deshalb hat sich dieser Denkansatz nie durchsetzen können.

## Abgrenzung zwischen Eigentumsdelikten und Vermögensdelikten im engeren Sinne
Regelmäßig treten Abgrenzungsschwierigkeiten zwischen Eigentumsdelikten und  Vermögensdelikten auf. Diese werden nicht über eine Abgrenzung der Schutzgüter vorgenommen, sondern in der Regel über eine Abgrenzung danach, ob es sich um einen "Gebeakt" oder einen "Nehmeakt" handelt. Entscheidend ist hierbei, ob ein Berechtigter – auch durch Unterlassen – über einen Vermögensgegenstand verfügt, oder ob der Täter sich die Sache gegen oder ohne den Willen des Berechtigten „nimmt“.
Problematisch ist diese Abgrenzung bei den Tatbeständen Raub (§ 249 StGB), einem Eigentumsdelikt, und bei Räuberischer Erpressung, einem Vermögensdelikt. Beide setzen Drohung bzw. Gewalt voraus, um den Willen des Opfers zu brechen. Die Rechtsprechung grenzt diese Tatbestände anhand ihres äußeren Erscheinungsbilds ab: Entscheidend ist, ob das Opfer die Beute herausgibt oder sich der Täter in einem Nehmeakt die Beute aktiv nimmt. Beispiel: Gibt das Opfer unter vorgehaltener Pistole das Geld heraus (Gebeakt), soll es Räuberische Erpressung sein. Nimmt sich der Täter unter vorgehaltener Pistole das Portemonnaie, ist die Tat nach der Rechtsprechung hingegen Raub. Die Literaturmeinung will hingegen dann, wenn die Drohung (oder Gewalt) dem Opfer keine Entscheidungsmöglichkeit lässt, stets Raub annehmen.

## Überblick über die Vermögensdelikte im engeren Sinne
- Erpressung (§ 253 StGB)
- Räuberische Erpressung (§ 255 StGB)
- Begünstigung (§ 257 StGB)
- Hehlerei (§ 259 StGB)
- Betrug (§ 263 StGB)
- Vortäuschen eines Versicherungsfalls (§ 263 Abs. 3 Nr. 5 StGB)
- Computerbetrug (§ 263a StGB)
- Subventionsbetrug (§ 264 StGB)
- Kapitalanlagebetrug (§ 264a StGB)
- Kreditbetrug (§ 265b StGB)
- Versicherungsmissbrauch (§ 265 StGB)
- Erschleichen von Leistungen (§ 265a StGB)
  - Automatenmissbrauch (§ 265a Abs. 1 1. Variante StGB)
  - Erschleichen der Leistungen des Fernmeldenetzes (§ 265a Abs. 1 2. Variante StGB)
  - Beförderungserschleichung (§ 265a Abs. 1 3. Variante StGB), das sogenannte „Schwarzfahren“
  - Zutrittserschleichung (§ 265a Abs. 1 4. Variante StGB)
- Untreue (§ 266 StGB)
- Missbrauch von Scheck- und Kreditkarten (§ 266b StGB)